# Serafin (biskup Ismailii)
Serafin (ur. 30 stycznia 1955) – duchowny Koptyjskiego Kościoła Ortodoksyjnego, od 2001 biskup Ismailii.

## Życiorys
27 stycznia 1981 złożył śluby zakonne w monasterze Rzymian. Święcenia kapłańskie przyjął 6 października 1982. Sakrę biskupią otrzymał 3 czerwca 2001.